# Kopytcewo (stacja kolejowa)
Kopytcewo (ros. Копытцево) – stacja kolejowa w lasach, w rejonie dzierżyńskim, w obwodzie kałuskim, w Rosji. Położona jest na linii Wiaźma – Kaługa, w oddaleniu od skupisk ludzkich. Najbliższą miejscowością jest Tichonowa Pustyń.